# Santo Amaro do Maranhão
Santo Amaro do Maranhão è un comune del Brasile nello Stato del Maranhão, parte della mesoregione del Norte Maranhense e della microregione del Lençois Maranhenses.